# ماري ويندير
الليدي ماري إليزابيث ويندير (28 سبتمبر 1836- 3 ديسمبر 1912) هي ناشطة أسترالية في مجال حقوق المرأة، لاسيما فيما يتعلق بحق المرأة في التصويت في نيو ساوث ويلز، ومن دعاة الإحسان ومنظمي الأعمال الخيرية.
ولدت ماري في 28 سبتمبر في عام 1836، في هوف في ساسكس، إنجلترا، وهي واحدة من أحد عشر طفلًا للقس روبرت ثورلي بولتون وجين مارثا بول. غادر القس بولتون وزوجته وأطفاله الستة، بمن فيهم ماري، بليموث، إنجلترا على متن سفينة شراعية (بارك) ستراثفيلدساي، في 8 أبريل من عام 1839، ووصلوا إلى سيدني، نيو ساوث ويلز في 25 يوليو في عام 1839. انتقلت العائلة إلى هيكسام، نيو ساوث ويلز حيث كان الوالد بولتون قسًا في كنيسة القديس ستيفن، واعتُقد فيما بعد بأنه والد لابنٍ غير شرعي في عام 1863.
تزوجت ماري من ويليام تشارلز ويندير في 31 ديسمبر في عام 1857، كان يعمل آنذاك محاميًا ومراسلًا قانونيًا لصحيفة إمباير. هاجر هنري باركس وهو المعلم المرشد لويليام، من قبيل الصدفة، على متن السفينة ذاتها التي سافرت عليها ماري إلى نيو ساوث ويلز في 1839. أنجب الزوجان تسعة أطفال بين عامي 1859 و1876، وتوفي لهما طفل واحد، ويلهيلمينا، وهو حديث العهد عمره عامًا واحدًا. مرضت ماري مرضًا شديدًا بين عامي 1874 و1876، فأقامت خلال تلك الفترة مع والدة زوجها ماريا ويندير في ملكية توماجو هاوس، توماجو، نيو ساوث ويلز.
كانت ماري في عام 1874 واحدة من مجموعة النساء الثريات اللواتي أنشأن مستشفى الأطفال اللقطاء في دار لينجهيرست، وكان الهدف من ذلك في البداية، الحد من قتل الأطفال بتوفير مأوىً لهم، ثم أعيد تنظيم المستشفى لتوفير الرعاية لأمهات الأطفال غير الشرعيين. أصبح المستشفى فيما بعد مركز الرضّع لخدمات الطفل والأسرة.
أصبحت ماري في عام 1879 عضوًا مؤسسًا في جمعية بوردينغ آوت سوسايتي، إلى جانب كل من السيدة ماريان جيفريس والسيدة ماريان ألين والسيدة ماري إيشام جاران. كان الهدف من هذه الجمعية، المساعدة في العثور على منازل للأطفال لإخراجهم من دور الأيتام التي تديرها الدولة. أنشأت حكومة نيو ساوث ويلز في عام 1881، مجلس إغاثة الأطفال وكانت ماري من أوائل الأعضاء فيه.
كانت شقيقة ماري، آن جين بولتون، واحدة من أوائل النساء اللواتي خضعن لامتحان التخرج العام في سنة 1871، وفازت بجائزة فيرفاكس لأفضل مرشحة أنثى. كانت ماري عضوًا في لجنة جمع التبرعات لإنشاء كلية للبنات في جامعة سيدني. شارك السير ويليام بنشاط في جامعة سيدني، فكان نائبًا للمستشار بين عامي 1883 و1887 ورئيسًا مؤسسًا لكلية البنات ومستشارًا منذ عام 1895 إلى عام 1896.
زارت ماري وويليام إنجلترا في عام 1886 وعند عودتهما ساعدت ماري في تنظيم معرض الصناعات النسائية ومعرض الذكرى المئوية 1888، الذي كان جزءًا من الاحتفالات المئوية لوصول الأسطول الأول. فُوّضت ماري كي تتعامل مع قضايا «الفحص التربوي والمنافسات في اللغات الكلاسيكية والحديثة، والمؤلفات الأصلية في النثر والشعر، والرعاية الإسعافية وتربية دود القز والعمل المهم في مجال عناية المرضى».
كانت ماري كذلك عضوًا في اتحاد الاعتدال النسائي المسيحي في نيو ساوث ويلز. وعملت جنبًا إلى جنب مع روز سكوت، فأسستا الجمعية الأدبية النسائية في نيو ساوث ويلز التي تطورت إلى الرابطة النسائية لحق المرأة في التصويت في نيو ساوث ويلز وأصبحت ماري رئيسًة للمؤسسة. أصبح لقبها السيدة ماري عندما حصل زوجها ويليام على رتبة فارس في عام 1891.
بدأت ماري حملتها لإنشاء مستشفى النساء في عام 1893، وذلك لمساعدة النساء الفقيرات وتدريب الممرضات. تحقق ذلك في عام 1895، حين أسس الدكتور جيمس غراهام ما أصبح فيما بعد مستشفى كراون ستريت للنساء وأصبحت ماري أول رئيسة للمستشفى.
بعد وفاة زوجها ويليام في عام 1897، انتقلت ماري للعيش في توماجو هاوس. توفيت ماري في توماجو في 3 ديسمبر في عام 1912 عن عمرٍ ناهز 76 عامًا، وقُدّرت قيمة ممتلكاتها بمبلغ 11,408 جنيه إسترليني، أي ما يعادل 1,341,088 دولارًا في عام 2016.